# Evrovizijska Melodija 2018
La ventiduesima edizione di Evrovizijska Melodija si è tenuta il 17 e il 24 febbraio 2018 presso gli studi televisivi di RTV Slovenija a Lubiana e ha selezionato il rappresentante della Slovenia all'Eurovision Song Contest 2018 di Lisbona.
La vincitrice è stata Lea Sirk con Hvala, ne!.

## Organizzazione
Come le precedenti edizioni, l'organizzazione della selezione è spettata all'emittente radiotelevisiva pubblica slovena Radiotelevizija Slovenija (RTV SLO), che ha confermato la partecipazione slovena all'Eurovision Song Contest 2018 il 15 settembre 2017.
L'emittente ha ricevuto i brani candidati tra il 15 settembre e il 15 novembre 2017, selezionando tra i 108 aspiranti, i 16 partecipanti all'EMA.
Lo show si è articolato in una semifinale e una finale.

## Partecipanti
La lista dei partecipanti è stata annunciata l'8 dicembre 2017:
| Artista           | Brano              | Traduzione           | Compositori                                                     |
| ----------------- | ------------------ | -------------------- | --------------------------------------------------------------- |
| Anabel            | Pozitiva           | Positività           | Nino Ošlak e Marko Golubović                                    |
| BQL               | Ptica / Promise    | Uccello / Promessa   | Maraaya, Rok Lunaček e Tina Piš                                 |
| Gregor Ravnik     | Zdaj je čas        | Adesso è il momento  | Marko Hrvatin, Gregor Ravnik e Steffy                           |
| Ina Shai          | V nebo / Glow      | Al cielo             | Martina Šraj e Hans Kristjan Aljas                              |
| Indigo            | Vesna              | Primavera            | Anja Pavlin, Anže Čuček e Maj Valerij                           |
| KiNG FOO          | Žive sanje         | Sogno vivente        | Rok Golob                                                       |
| Lara Kadis        | Zdaj sem tu        | Ora sono qui         | Lara Kadis                                                      |
| Lea Sirk          | Hvala, ne!         | No, grazie!          | Lea Sirk e Tomy DeClerque                                       |
| ManuElla          | Glas               | La voce              | Mike Eriksson, Lauren Evans e Leon Oblak                        |
| Marina Martensson | Blizu              | Vicino               | Miha Koren e Vanja Papež                                        |
| MILA              | Svoboda            | Libertà              | Denis Horvat e Matevž Šalehar                                   |
| Nika Zorjan       | Uspavanka          | Ninnananna           | Maraaya, Nika Zorjan, Jimmy Jansson, Samuel Waermö e Art Hunter |
| Nuška Drašček     | Ne zapusti me zdaj | Non lasciarmi adesso | Aleš Klinar e Anja Rupel                                        |
| Orter             | Kraljica           | Regina               | Klemen Orter e Martin Bezjak                                    |
| Proper            | Ukraden cvet       | Fiore rubato         | Nejc Podobnik                                                   |
| Tanja Ribič       | Ljudje             | Persone              | Aleš Vovk e Rok Lunaček                                         |

## Semifinale
L'unica semifinale si è tenuta il 17 febbraio 2018 alle 20:00 (UTC+1) ed è stata trasmessa su TV Slovenija 1 e sul sito web dell'emittente.
Alla semifinale hanno preso parte tutti i 16 partecipanti, ma solo 8 di essi si sono qualificati per la finale (i primi quattro classificati del televoto e i primi quattro dalla giuria).
- Televoto
- Giuria

| #  | Artista           | Brano              | Televoto | Televoto  | Giuria |
| #  | Artista           | Brano              | Punti    | Posizione | Giuria |
| -- | ----------------- | ------------------ | -------- | --------- | ------ |
| 1  | Anabel            | Pozitiva           | 489      | 7         | 13     |
| 2  | Tanja Ribič       | Ljudje             | 313      | 11        | 14     |
| 3  | KiNG FOO          | Žive sanje         | 151      | 14        | 8      |
| 4  | Ina Shai          | V nebo             | 206      | 13        | 6      |
| 5  | Indigo            | Vesna              | 452      | 8         | 7      |
| 6  | ManuElla          | Glas               | 268      | 12        | 12     |
| 7  | MILA              | Svoboda            | 76       | 16        | 15     |
| 8  | Orter             | Kraljica           | 128      | 15        | 16     |
| 9  | Lara Kadis        | Zdaj sem tu        | 1 373    | 2         | 2      |
| 10 | BQL               | Ptica              | 1 675    | 1         | 3      |
| 11 | Proper            | Ukraden cvet       | 426      | 9         | 4      |
| 12 | Nika Zorjan       | Uspavanka          | 676      | 5         | 9      |
| 13 | Marina Martensson | Blizu              | 398      | 10        | 5      |
| 14 | Nuška Drašček     | Ne zapusti me zdaj | 799      | 4         | 10     |
| 15 | Gregor Ravnik     | Zdaj je čas        | 506      | 6         | 11     |
| 16 | Lea Sirk          | Hvala, ne!         | 1 264    | 3         | 1      |

## Finale
La finale si è tenuta alle 20:00 (UTC+1) ed è stata trasmessa su TV Slovenija 1 e sul sito web dell'emittente.
| # | Artista           | Brano              | Punteggio | Punteggio | Punteggio | Punteggio | Posizione |
| # | Artista           | Brano              | Giuria    | Televoto  | Televoto  | Totale    | Posizione |
| - | ----------------- | ------------------ | --------- | --------- | --------- | --------- | --------- |
| 1 | Lea Sirk          | Hvala, ne!         | 68        | 2 556     | 48        | 116       | 1         |
| 2 | Indigo            | Vesna              | 18        | 678       | 0         | 18        | 7         |
| 3 | Ina Shai          | Glow               | 26        | 709       | 12        | 38        | 6         |
| 4 | BQL               | Promise            | 34        | 4 734     | 72        | 106       | 2         |
| 5 | Marina Martensson | Blizu              | 10        | 647       | 0         | 10        | 8         |
| 6 | Lara Kadis        | Zdaj sem tu        | 38        | 1 788     | 36        | 74        | 4         |
| 7 | Proper            | Ukraden cvet       | 30        | 1 283     | 24        | 54        | 5         |
| 8 | Nuška Drašček     | Ne zapusti me zdaj | 28        | 3 069     | 60        | 88        | 3         |

## All'Eurovision Song Contest
La Slovenia si è esibita 17ª nella prima semifinale, classificandosi 8ª con 132 punti e qualificandosi per la finale, dove, esibendosi 3ª si è classificata 22ª con 64 punti.

### Giuria e commentatori
Le semifinali dell'Eurovision Song Contest 2018 sono state trasmesse su TV Slovenija 2, mentre la finale dell'evento è stata trasmessa su TV Slovenija 1 con il commento di Andrej Hofer. La portavoce dei voti assegnati dalla giuria nella finale è stata Maja Keuc.
La giuria slovena per l'Eurovision Song Contest 2018 è stata composta da:
- Raiven, cantante, arpista e presidente di giuria;
- Martin Štibernik, cantante, compositore e produttore;
- Nikola Sekulovič, musicista;
- Mitja Bobič, musicista, cantante e produttore;
- Alenka Godec, cantante.

### Voto

#### Punti assegnati alla Slovenia
| Giurie                                   | Giurie                           | Giurie                                                     | Giurie                        | Giurie              |
| 12                                       | 10                               | 8                                                          | 7                             | 6                   |
| ---------------------------------------- | -------------------------------- | ---------------------------------------------------------- | ----------------------------- | ------------------- |
|                                          |                                  | - Paesi Bassi - Svezia                                     |                               | - Moldavia          |
| 5                                        | 4                                | 3                                                          | 2                             | 1                   |
| - Francia - Norvegia - Polonia - Ucraina | - Danimarca - Lettonia - Romania | - Germania - San Marino                                    | - Australia - Italia - Serbia | - Georgia           |
| Televoto                                 |                                  |                                                            |                               |                     |
| 12                                       | 10                               | 8                                                          | 7                             | 6                   |
|                                          | - Montenegro                     | - Serbia                                                   |                               | - Polonia - Ucraina |
| 5                                        | 4                                | 3                                                          | 2                             | 1                   |
| - Italia - Ungheria                      | - Australia                      | - Danimarca - Norvegia - Paesi Bassi - San Marino - Svezia | - Francia - Germania - Russia |                     |

| Giurie              | Giurie                  | Giurie       | Giurie                | Giurie                             |
| 12                  | 10                      | 8            | 7                     | 6                                  |
| ------------------- | ----------------------- | ------------ | --------------------- | ---------------------------------- |
|                     |                         |              | - Repubblica Ceca     | - San Marino                       |
| 5                   | 4                       | 3            | 2                     | 1                                  |
| - Austria - Ucraina | - Bielorussia - Israele | - Portogallo | - Francia - Macedonia | - Lettonia - Paesi Bassi - Romania |
| Televoto            |                         |              |                       |                                    |
| 12                  | 10                      | 8            | 7                     | 6                                  |
|                     |                         | - Serbia     | - Croazia             | - Montenegro                       |
| 5                   | 4                       | 3            | 2                     | 1                                  |
|                     |                         |              | - Macedonia           |                                    |

#### Punti assegnati dalla Slovenia
| Punti | Giuria      | Televoto    |
| ----- | ----------- | ----------- |
| 12    | Svezia      | Serbia      |
| 10    | Paesi Bassi | Norvegia    |
| 8     | Malta       | Danimarca   |
| 7     | Norvegia    | Montenegro  |
| 6     | Romania     | Moldavia    |
| 5     | Moldavia    | Ungheria    |
| 4     | Serbia      | Australia   |
| 3     | Ungheria    | Ucraina     |
| 2     | Australia   | Svezia      |
| 1     | Montenegro  | Paesi Bassi |

| Punti | Giuria          | Televoto        |
| ----- | --------------- | --------------- |
| 12    | Svezia          | Serbia          |
| 10    | Austria         | Italia          |
| 8     | Cipro           | Repubblica Ceca |
| 7     | Paesi Bassi     | Danimarca       |
| 6     | Moldavia        | Cipro           |
| 5     | Estonia         | Norvegia        |
| 4     | Albania         | Germania        |
| 3     | Repubblica Ceca | Ungheria        |
| 2     | Francia         | Austria         |
| 1     | Israele         | Albania         |